# Romola Garai
Romola Sadie Garai (n. 6 august 1982, Hong Kong) este o actriță britanică.

## Date biografice
Romola a copilărit în Singapore și Hong Kong. Inițial dorea să devină muziciană. Prin anul 2000 a început cariera de actriță cu serialul "The Last of the Blonde Bombshells", unde a jucat alături de actori ca Judi Dench, Leslie Caron sau Olympia Dukakis. În 2002  a jucat în filmul istoric "Nicholas Nickleby", iar în 2004 în drama "Inside I'm Dancing", "Dirty Dancing" și Vanity Fair. Urmează filmele "Atonement" (2007), Emma (2009). În anul 2011 este distinsă cu premiul Globul de Aur.

## Filmografie selectivă
- 2002: Daniel Deronda (TV)
- 2002: Nicholas Nickleby
- 2004: Dirty Dancing 2
- 2004: Inside I'm Dancing
- 2004: Vanity Fair (Bâlciul deșertăciunilor)
- 2005: The Incredible Journey of Mary Bryant
- 2006: Scoop
- 2006: As You Like It
- 2006: Amazing Grace
- 2007: Angel
- 2007: Atonement
- 2008: The Other Man
- 2009: Emma (TV)